# سانتياغو غونزاليس
سانتياغو غونزاليس (بالإسبانية: Santiago González Portillo)‏ (و. 1818 – 1887 م) هو سياسي من السلفادور ولد في غواتيمالا.